# Charinus cubensis
Espèce
Synonymes
- Charinides cubensis Quintero, 1983

Charinus cubensis est une espèce d'amblypyges de la famille des Charinidae.

## Distribution
Cette espèce est endémique de Cuba. Elle se rencontre dans les provinces de Guantánamo et de Camagüey.

## Description
Le mâle holotype mesure 4,6 mm.
La carapace du mâle holotype décrit par Miranda, Giupponi, Prendini et Scharff en 2021 mesure 1,80 mm de long sur 2,60 mm.

## Systématique et taxinomie
Cette espèce a été décrite sous le protonyme Charinides cubensis par Quintero en 1983. Elle est placée dans le genre Charinus par Delle Cave en 1986.

## Étymologie
Son nom d'espèce, composé de cub[a] et du suffixe latin -ensis, « qui vit dans, qui habite », lui a été donné en référence au lieu de sa découverte, Cuba.

## Publication originale
- Quintero, 1983 : « Revision of the amblypygid spiders of Cuba and their relationships with the Caribbean and continental American amblypygid fauna. » Uitgaven Natuurwetenschappelijke Studiekring voor Suriname en de Nederlandse Antillen, no 111, p. 1-54 (texte intégral).